# Wapen van Uithuizen

Het wapen van de voormalige gemeente Uithuizen

Het wapen van Uithuizen werd op 12 november 1886 per Koninklijk Besluit aan de Groningse gemeente Uithuizen toegekend. De gemeente ging in 1990 op in de gemeente Hefshuizen, deze gemeente nam in het nieuwe wapen alleen de wapenspreuk op. Ook de daaropvolgende gemeenten Uithuizen, Eemsmond en Het Hogeland hebben het motto overgenomen.

## Blazoenering
De blazoenering van het wapen luidde als volgt:
Doorsneden, zijnde het bovendeel gedeeld, rechts van lazuur beladen met 3 leliën van goud, geplaatst 2 en 1, waartusschen eene zespuntige ster van hetzelfde; links van goud beladen met een klaverblad in natuurlijke kleur; het benedendeel van zilver beladen met 2 schuin over elkander liggende korenschoven van natuurlijke kleur, op een grasgrond van hetzelfde. Het schild gedekt met eenen kroon van goud; devies in letters van goud op een lint van sinopel de woorden Ex Undis.
Het wapen is zowel horizontaal als verticaal gedeeld. Verticaal geldt voor het eerste deel dat dit horizontaal gedeeld is. Het eerste deel is blauw van kleur met daarop drie gouden leliën en een zespuntige ster. Bovenin twee leliën dan de ster en daaronder de derde lelie. Het tweede deel is goud met daarop een groen klaverblad. Het onderste deel van het schild is van zilver met daarop een groene grasgrond waarop twee korenschoven liggen. De grasgrond en korenschoven zijn beide omschreven als van natuurlijke kleur. De korenschoven worden doorgaans als geel (wat in de heraldiek meestal goud is) afgebeeld. Zouden ze als goud omschreven zijn, dan zou het schild een raadselwapen zijn geweest.
Onder het schild is een motto geplaatst: Ex Undis, Latijn voor uit de golven. Dit motto is ook door de gemeente Hefshuizen en de latere opvolger Eemsmond overgenomen. Boven op het schild staat een gravenkroon: een kroon van drie bladeren met daartussen twee parels.

## Symboliek
Het wapen is niet gebaseerd op een oud wapen, maar op symbolen uit de landbouw en op het wapen van de familie Alberda.
- Eerste stuk: dit stuk is afkomstig van het wapen van de familie Alberda;
- Tweede stuk: het klaverblad staat symbool voor de landbouw;
- Derde stuk: staat eveneens symbool voor de landbouw;
- Wapenspreuk: de spreuk is Latijn voor uit de golven, delen van de gemeente zijn op de zee veroverd middels landwinning.

## Vergelijkbare wapens
De volgende wapens hebben overeenkomsten met het wapen van Eemsmond:

Wapen van Alberda
Het wapen van Hefshuizen
Het wapen van de gemeente Eemsmond.
Het wapen van de gemeente Het Hogeland.